# Gungflymosaikslända
Gungflymosaikslända (Aeshna subarctica) är en art i insektsordningen trollsländor som tillhör familjen mosaiktrollsländor. 

## Kännetecken
Gungflymosaiksländan liknar starrmosaiksländan till utseendet, med mörk grundfärg på kroppen och blått mosaikmönster hos hanen och mer gulaktigt hos honan. Hanen av gungflymosaiksländan är dock något blekare blå än hanen av starrmosaiksländan och de båda arterna skiljer sig också åt i teckningens detaljer. Vingarna är genomskinliga med mörkt vingmärke. Vingbredden är upp till 105 millimeter och bakkroppens längd är 47 till 56 millimeter.

## Utbredning
Gungflymosaiksländan finns i Skandinavien, i Sverige över större delen av landet, och i spridda områden av Europa, som i ett stråk från nordöstra Tyskland till nordöstra Polen, liksom i ett stråk från nordöstra Frankrike, södra Tyskland och Schweiz genom Österrike till Tjeckien. Den finns också i norra Ryssland, Asien och Nordamerika.

## Levnadssätt
Gungflymosaiksländans habitat är våtmarker, som mossar och myrar och äggen läggs gärna i flytande mattor av vitmossa eller vattenkrokmossa. Utvecklingstiden från ägg till imago är tre till fem år och flygtiden från slutet av juni till slutet av september. I de södra delarna av utbredningsområdet kan den flyga in i oktober.